# Basílica do Sagrado Coração do Cristo Rei
Sacro Cuore di Cristo Re ou Basílica do Sagrado Coração do Cristo Rei é uma igreja titular e basílica menor de Roma, Itália, construída entre 1920 e 1934 por Marcello Piacentini e dedicada ao Sagrado Coração de Jesus.
O cardeal-diácono protetor da diaconia do Sagrado Coração do Cristo Rei é Stanisław Ryłko.

## História
A ideia de construir uma nova igreja no novo distrito Della Vittoria (literalmente "da vitória", uma homenagem à vitória na Primeira Guerra Mundial) veio de Ottavio Gasparri, membro do instituto religioso do Sagrado Coração de Jesus. A igreja chamar-se-ia "Tempio della Pace", uma lembrança aos mortos e feridos na Grande Guerra. A construção começou em maio de 1920 (ou 1924) e seu projeto foi inspirado nas igrejas romanas do século XVI.
A construção foi interrompida pela morte de Gasparri em 1929 e, nos dois anos seguintes, Piacentini propôs mudanças radicais, seguindo a moda inspirada pela emergência da arquitetura racionalista (que se tornou o racionalismo italiano), e Sacro Cuore tornou-se um ponto de ruptura para a arquitetura sacra no contexto romano. As obras reiniciaram em 1931 e a igreja foi inaugurada em 1934.
Em 31 de outubro de 1926, o papa Pio XI fez dela uma igreja paroquia através da constituição apostólica Regis pacifici. Em 5 de fevereiro de 1965, foi elevada a igreja titular pelo papa Paulo VI através da constituição Sacrum Cardinalium Collegium. No final do mesmo ano, com o motu proprio "Recentioris architecturae", recebeu o título de basílica menor.

## Projeto
A fachada principal é formada por linhas alternadas de tijolos em diferentes posições (de lado e de frente), com a segunda ordem, os portais e as janelas emolduradas em travertino. A planta, com uma nave central ladeada por dois corredores é uma mistura de cruz latina com uma cruz grega e tem aproximadamente 70 metros de comprimento. A cúpula tem 20 metros de diâmetro. Sobre a porta principal está um alto-relevo de Arturo Martini sobre o Sagrado Coração de Jesus. As estações da cruz são de Alfredo Biagini.